# Лучинаско
Лучинаско (итал. Lucinasco) је насеље у Италији у округу Империја, региону Лигурија.
Према процени из 2011. у насељу је живело 186 становника. Насеље се налази на надморској висини од 485 м.

## Становништво
Према резултатима пописа становништва 2011. у општини је живело 280 становника.
| 1936. | 1951. | 1961. | 1971. | 1981. | 1991. | 2001. | 2011. |
| ----- | ----- | ----- | ----- | ----- | ----- | ----- | ----- |
| 460   | 431   | 357   | 368   | 296   | 260   | 274   | 280   |